# Ritva Arvelo
Ritva Helinä Arvelo, född 11 mars 1921 i Helsingfors, död 26 oktober 2013 i Helsingfors, var en finländsk skådespelare och regissör. Som skådespelare medverkade hon i tolv filmer åren 1945–1986 och regisserade 1961 den prisbelönta Kultainen vasikka.

## Biografi
Arvelo var dotter till generaldirektören Armas Arvelo. Hon examinerades från Finlands teaterskola 1945 och blev filosofie kandidat vid Helsingfors universitet 1947. Åren 1945–1946 verkade Arvelo vid Helsingfors folkteater och Finlands nationalteater 1946–1952. Därefter verkade som frilansskådespelare, regissör, dansös, koreograf, skådespelarlärare och författare. Åren 1945–1986 medverkade hon i tolv filmer och tilldelades 1973 Pro Finlandia-medaljen.
Arvelo var gift med skådespelaren Matti Oravisto 1948–1953 samt Heikki Savolainen 1955–1965. Arvelos och Oravistos barn, Meri Oravisto och Hannu Oravisto, blev båda skådespelare.